# Limnophyes schnelli
Limnophyes schnelli är en tvåvingeart som beskrevs av Ole Anton Saether 1991. Limnophyes schnelli ingår i släktet Limnophyes och familjen fjädermyggor.
Artens utbredningsområde är Norge. Arten har ej påträffats i Sverige. Inga underarter finns listade i Catalogue of Life.